# Escuela Mary T. Ronan
La Escuela Mary T. Ronan, originalmente Escuela de la Avenida Bradstreet, es un edificio histórico, que antes de 1986 funcionaba como escuela, en el 154 de la Avenida Bradstreet en Revere, Massachusetts. El edificio de ladrillo de arquitectura neoclásica de dos pisos y medio fue construido en 1896, durante un período de rápido crecimiento en el barrio de Beachmont de la ciudad. Eventualmente fue renombrado en honor a uno de sus primeros directores. El edificio se convirtió en vivienda para adultos mayores en 1981. Se destaca por su sección de entrada elaborada, con pilastras de ladrillo de altura completa en las esquinas y una abertura de arco redondo flanqueada por ventanas estrechas de arco de medio punto.
El edificio fue enlistado en el Registro Nacional de Lugares Históricos en 1982.